# Lippsche Täuschung

Lippsche Täuschung

Die Lippsche Täuschung ist eine von dem deutschen Philosophen und Psychologen Theodor Lipps entdeckte geometrisch-optische Richtungstäuschung. Sie besteht darin, dass parallele Linien wegen eingefügter Knicke nicht mehr als parallel wahrgenommen werden.
Nach dem Gesetz der guten Gestalt in der Gestaltpsychologie überbrückt die menschliche Wahrnehmung geknickte Linien, indem sie diese angenähert als geradlinig wahrnimmt. Die mittleren Abschnitte der fünf aus jeweils drei Strecken bestehenden Linienzüge werden als gegeneinander gekippt wahrgenommen, obwohl sie parallel sind, was durch die jeweils abwechselnd nach unten und nach oben ausgerichteten Randstrecken ausgelöst wird. Dieses Phänomen kommt im linken Teil der Abbildung zum Ausdruck. Der rechte Teil der Abbildung verdeutlicht die Parallelität der mittleren Abschnitte.